# Stralsund: Freier Fall
Freier Fall ist ein deutscher Fernsehfilm von Martin Eigler aus dem Jahr 2013. Es handelt sich um den fünften Filmbeitrag der ZDF-Kriminalfilmreihe Stralsund. In den Hauptrollen der Ermittler agieren Katharina Wackernagel, Wotan Wilke Möhring, Alexander Held und Michael Rotschopf. Die Haupt-Gastrollen sind besetzt mit Wanja Mues, Rudolf Kowalski, Wolfram Koch, Katharina M. Schubert und Tim Wilde.

## Handlung
Während die Mitarbeiter von Kriminalhauptkommissar Gregor Meyer in einer Karaokebar den Geburtstag ihres Chefs feiern, sitzt Kriminalkommissar Benjamin Lietz mit angespannter Miene in seiner Dienststelle an einem Rechner, wo er sich Zugriff zu streng geheimen Informationen verschafft. Anschließend fährt er zur Wohnung seines Bruders Achim, der ganz offensichtlich spielsüchtig ist. Als Lietz einige Zeit später doch noch auf der Geburtstagsfeier auftaucht, wird er schon von dem Spielhallenbetreiber Godo Dorfmann erwartet, dem er die sich zuvor beschaffte Information weitergibt, wofür er im Gegenzug die Schuldscheine seines Bruders bekommt. Er warnt Godo, der ihn in der Vergangenheit immer wieder unter Druck gesetzt hatte, wenn er noch einmal Geschäfte mit seinem Bruder machen würde, würde er ihn umlegen. 
Kriminaltechniker Stein will anderentags von seinen Kollegen Hidde und Petersen wissen, ob sie an seinem Rechner gewesen seien, da um 21:38 Uhr ein Zugriff erfolgt sei. Zur selben Zeit soll der Kronzeuge Walter Runge dem Staatsanwalt zu einer Aussage zugeführt werden. Der wegen Drogenhandels verurteilte Mann hat sich bereit erklärt, gegen die Hintermänner auszusagen. Unterwegs wird ein genehmigter Zwischenstopp bei Runges Frau eingelegt. Als Runge und die ihn bewachende JVA-Beamtin das von Runges Frau betriebene Café betreten, liegt diese verletzt auf dem Boden und ein vermummter Mann richtet die Waffe auf Runge und die Beamtin. Als der Polizist Thorsten Grawer, der ebenfalls als Begleitschutz eingesetzt ist, den Raum betritt, erschießt der Vermummte ihn wortlos. Runge versucht zu fliehen, wird jedoch von dem Mann nach draußen verfolgt und mit einem Schuss in den Rücken getötet. Lietz hält sich in der Nähe auf und ahnt, dass etwas passiert sein muss. An die Kollegen gibt er die Meldung weiter, er sei in der Nähe und übernehme die gemeldete Schießerei. Die JVA-Beamtin steht unter Schock und meint, man sei erwartet worden, der Täter habe sofort geschossen, sie habe nichts tun können. In Lietz arbeitet es.
Während Gunter „Godo“ Dorfmann von Nina Petersen vernommen wird, da er Kontakt zu Runge hatte, erhält Lietz einen Anruf von Klara Grosse, der Frau seines Bruders Achim, die ihn um Hilfe anfleht. Sie macht sich Sorgen um ihren Mann, der sich seltsam verhalte. Unter vier Augen gesteht Achim seinem Bruder, dass Godo und seine Leute seine Adresse kennen würden, deshalb müsse er weg. Benjamin Lietz gibt Achim die Schuldscheine und meint, er sei raus aus der Sache, die wollten nichts mehr von ihm. Achim ist jedoch davon überzeugt, dass diese Leute ihn nie mehr in Frieden lassen würden.
Während Godo noch vernommen wird, taucht ganz unvermittelt Max Morolf von der Drogenfahndung auf. Nach einem Gespräch mit Dienststellenleiter Meyer verlangt er, die Vernehmung von Dorfmann unverzüglich einzustellen. Petersen und Hidde sind einigermaßen sprachlos. Es stellt sich heraus, dass Dorfmann Morolfs Informant ist. In der sogenannten großen Runde erklärt Morolf den Anwesenden die Zusammenhänge zwischen den Fällen. Bei der Drogenfahndung laufe der Fall unter dem Codenamen „Bernstein“. Es gehe um Drogenhandel im großen Ausmaß und Stoff, der in Polen und Tschechien hergestellt wird. Daneben gingen auf das Konto der Bande auch etliche Morde. Trotz aller Bemühungen seien bisher nur Randfiguren ins Netz gegangen. Walter Runge sei das erste Mitglied von „Bernstein“ gewesen, das man so weit gehabt habe, sein Schweigen zu brechen. Er habe unter anderem auch den Klarnamen des Geschäftsführers preisgeben wollen. Der Deckname des Kopfes dieser Organisation sei „Victor“.
Als Achim Lietz mit seiner Familie wegfahren will, taucht Maik Gerber, einer von Godos Leuten, bei ihm auf, der meint, die beiden könnten ruhig fahren, nach Achim hingegen werde von Victor verlangt. Etwa zur selben Zeit offenbart Lietz gegenüber seiner Freundin Nina Petersen, dass die verhängnisvolle Information von ihm gekommen sei und dass er in der Vergangenheit Godo wiederholt kleinere Gefallen getan habe. Sein gesamtes Geld sei bereits dafür draufgegangen. Er habe die Familie seines Bruders schützen wollen, die mit dem Tod bedroht worden sei. Er bittet Nina, ihm für ein paar Stunden den Rücken freizuhalten, denn irgendetwas müssten diese Leute noch gegen Achim in der Hand haben. 
In einem Gespräch zwischen Meyer und Morolf nimmt Meyer Lietz gegenüber den kritischen Bemerkungen Morolfs in Schutz. Lietz ist inzwischen damit beschäftigt, Godo anzuklagen und zusammenzuschlagen. Er will unbedingt wissen, wer hinter „Victor“ steckt und schreckt auch nicht davor zurück, seine Waffe auf den mit Handschellen angeketteten am Boden kauernden Mann zu richten, deren Kugel dicht neben diesem in der Wand einschlägt. Godo meint, wenn er mehr wissen wolle, solle er doch einfach mal seinen Bruder fragen, dieser hätte so häufig am Spieltisch mit Victor zusammengesessen, man hätte fast das Gefühl gehabt, das seien Vater und Sohn. 
Nur wenig später wird Dorfmann von Morolf und Nina Petersen tot aufgefunden. Nina, die auf der Suche nach Lietz  ist, findet ihn neben seinem toten Bruder sitzend in dessen Wohnung. Man habe ihn einfach so entsorgt, meint Lietz bitter, und beharrt darauf, dass er Victor finden müsse. Nina erzählt ihm daraufhin von ihrer Schwangerschaft. Ein Anruf von Hidde unterbricht beider Umarmung, er teilt ihr mit, dass man inzwischen wisse, wer den Kollegen von der Drogenfahndung und Runge erschossen habe, die Fingerabdrücke auf der Waffe seien von Achim Lietz. Benjamin versichert Nina, dass er sich stellen werde, sobald er seiner Schwägerin die Todesnachricht überbracht habe. 
Petersen erzählt Hidde inzwischen auf der Dienststelle, dass Lietz einem Dealer namens Klaus Weigert vor Jahren Beweise untergeschoben habe, der sich dann im Gefängnis erhängt habe. Dieser Mann wurde mehrmals von einem Peter Schuhmacher besucht. Schuhmacher ist einer von drei Verdächtigen, bei denen es sich um „Victor“ handeln könnte. Das SEK rückt aus und trifft Schuhmacher in seinem Garten an. Er erzählt, dass Weigert sein Sohn gewesen sei, dem man gefälschte Beweise untergeschoben habe, seine Frau sei damit nicht fertiggeworden und seitdem verwirrt. Ja, er wisse den Namen des Mannes, der dafür verantwortlich sei: Benjamin Lietz. Dieser ist inzwischen hinter Maik Gerber her, der es im Ferienhaus seines Bruders auf die Familie abgesehen hatte und davonläuft, als er Lietz sieht. Beide liefern sich eine Schießerei. Unter Druck gibt Gerber den Namen von „Victor“ preis: Peter Schuhmacher. Lietz hat sich schon umgedreht, als Gerber nach einer Waffe in seinem Strumpf greift, woraufhin Lietz ihn erschießt.
Benjamin Lietz ist inzwischen zur Fahndung ausgeschrieben, da er die Waffe auch auf seinen Kollegen Morolf gerichtet hat. Petersen und Hidde, die inzwischen zum Haus von Schuhmacher umgekehrt sind, um diesen erst einmal in Schutzhaft zu nehmen, kommen zu spät. Bei ihrer Ankunft durchschlagen mehrere Schüsse die Fensterscheiben, von einem wird Nina Petersen im Bauchbereich getroffen. Schuhmacher ist von Lietz angeschossen worden. Nina Petersen wird durchkommen, ihr Kind hat sie allerdings verloren.

## Produktion

### Produktionsnotizen, Dreharbeiten
Produziert wurde der Film von der Network Movie, Film- und Fernsehproduktion Wolfgang Cimera GmbH & Co. KG, Köln, Herstellungsleitung: Annette Oswald, Produktionsleitung: Ralph Retzlaff, verantwortlicher ZDF-Redakteur Martin R. Neumann.
Freier Fall wurde in Stralsund und Umgebung gedreht.

### Hintergrund
Wotan Wilke Möhring, der während der laufenden Serie zum Tatort-Ermittler Thorsten Falke wurde, benötigte einen nachvollziehbaren Abgang aus Stralsund, da sich angeblich beide Rollen nicht miteinander vereinbaren ließen. Allerdings soll es kein kompletter Abschied der Reihenfigur Möhring sein, wie das ZDF erläuterte, wenn auch nicht als Ermittler. Oliver Jungen schreibt dazu in der FAZ, dass die ARD-Regeln für Tatort-Protagonisten vorschreiben, dass anderer Ermittlerrollen abzugeben sind. „Kurios“ sei es jedoch, dass die Serie mit Max Morolf, wie bereits angedeutet, als neuem Ermittler fortgesetzt werde. Wanja Mues, der diese Figur spielt, würde dann ebenfalls doppelt ermitteln, da er im ZDF die Rolle als Matula-Nachfolger in der auch nicht eingestellten Serie Ein Fall für zwei übernommen habe. Daland Segler bemerkte in der Frankfurter Rundschau, dass eine Vertragsklausel der ARD eine solche Konstellation verhindere.

### Privates der Kommissare
Während der Karaokeparty wird unter anderem Coldplays Viva la Vida interpretiert. Nina Petersen erfährt, dass sie doch schwanger ist, sie befindet sich in der achten Woche verliert jedoch ihr Kind am Ende der Folge bei einer Schießerei. Über Benjamin Lietz erfährt man, dass die Schwierigkeiten, die er in der Vergangenheit hatte, auf seinen Bruder und dessen Spielsucht zurückzuführen sind. Dass er nicht immer korrekt gehandelt hat, war auch schon der Fall, bevor die Schwierigkeiten mit seinem Bruder anfingen. So hat er Beweise manipuliert, was einen Selbstmord nach sich zog und ihn in dieser Folge wieder einholt.
Dienststellenleiter Meyer deutet an, dass Max Morolf, mit dem er früher schon in der Abteilung für interne Ermittlungen zusammengearbeitet hatte und der jetzt in der Abteilung für Drogenfahndung beschäftigt ist, das Team, zu dem Lietz ja kaum zurückkehren werde und bei dem Nina Petersen erst einmal ausfalle, unterstützen werde und er diesem sagen werde, dass ihn faire Kollegen erwarten würden. Max Morolf wird von Wanja Mues gespielt, einem der Söhne des Schauspielers Dietmar Mues, der in den ersten Folgen Nina Petersens Vater spielte.

### Veröffentlichung
Stralsund: Freier Fall wurde am 30. Dezember 2013 zur Hauptsendezeit im ZDF erstausgestrahlt.
Der Film wurde am 22. April 2016 vom Studio Hamburg Enterprises auf DVD veröffentlicht zusammen mit den Folgen 6, 7 und 8.

## Rezeption

### Einschaltquote
Der Film wurde von 5,95 Millionen Zuschauern verfolgt, was einem Marktanteil von 18,4 % entspricht.

### Kritik
TV Spielfilm zeigte mit dem Daumen nach oben, gab für Humor, Anspruch und Action je einen von drei möglichen Punkten, für Spannung zwei und zog das Fazit: „Bittere Rache- und Familientragödie.“
Thomas Gehringer bewertete den Film mit vier von sechs möglichen Sternen und schrieb auf der Seite tittelbach.tv, dass der fünfte „Stralsund“-Film „aus der Reihe“ falle. „Freier Fall“ sei „weniger ein klassischer Polizeithriller mit Action-Elementen“. „Dafür werde hier ein clever konstruierter Abschied für Wotan Wilke Möhring gefeiert, der mittlerweile ‚Tatort‘-Kommissar“ geworden ist. Möhring spiele „noch einmal groß auf, als ein von der eigenen Schuld getriebener und den eigenen Kollegen verfolgter Polizist“. Die Geschichte sei „spannend, aber die übrigen Charaktere bleiben schwach entwickelt. Auch die konventionelle Inszenierung & steife Dialoge trüben das Vergnügen“, hieß es weiter. Möhring alias Lietz werde in „Freier Fall“ zur „zentralen Figur, ein Polizist als Getriebener und Zerrissener, der seine Schuld wieder gutmachen“ wolle und sich „der Verfolgung durch die eigenen Kollegen entziehen“ müsse. Man könne sagen: „Martin Eigler und Sven Poser, die ‚Väter‘ der Reihe, nutzen den äußeren Zwang, Möhring als einen der Hauptdarsteller herauszuschreiben, offensiv und clever.“
Auch Hans Hoff von der Süddeutschen Zeitung stellte auf den Abschied von Möhring ab und meinte, er beende „sein Beamtendasein im ZDF mit einem seltsamen Fall“. Denn obwohl er groß aufspiele, sei „die aufgeblasene Story nicht zu retten“. Regisseur und Drehbuchautor hätten kaum auf ihre eigene „Kunst vertraut“ und sich in „Masse“ geflüchtet, „wo weniger mehr gewesen wäre“. Spätestens als man ahne, „dass es für die Hauptfigur kein Überleben als Kommissar“ gebe, erlahme „das Interesse am Fortgang der aufgeblasenen Story, die auch ein blendend aufspielender Wotan Wilke Möhring nicht mehr“ retten könne. „Alles furchtbar simpel, also furchtbar absehbar.“
Quotenmeter.de vertrat zum letzten Auftritt von Wotan Wilke Möhring als Kommissar in Stralsund die Meinung, das sei „kein großer Verlust“. Insgesamt wirke die Figur „unglaubwürdig“, wobei „über weit Strecken“ unklar bleibe, „ob Möhring die Rolle absichtlich so hölzern“ anlege wie er sie spiele „oder ob es ihm in diesem Fall nicht besser“ gelungen sei. Zur Rolle von Michael Rotschopf hieß es, dass seine Figur „über weite Teile konfus geschrieben“ und wahllos „zwischen sympathischem und überstrengem Chef“ schwanke. „Rundum überzeugen“ könne „lediglich Katharina Wackernagel, die den emotionalen Konflikt zwischen Beruf und Partner mehr als glaubwürdig“ vermittle. Ihr kaufe man „die Rolle über die komplette Spieldauer ab“.
Oliver Jungen von der Frankfurter Allgemeinen Zeitung hingegen sah das völlig anders und meinte: „Da sagt man: wow! Zum Ende der Dienstzeit Wotan Wilke Möhrings beglückt uns das ZDF mit einem mutigen Krimi der ‚Stralsund‘-Reihe. Dargeboten wird ein grandioser freier Fall.“ Jungen sprach von einer „absolut sehenswerte[n] fünfte[n] ‚Stralsund‘-Folge“, die uns einen Kommissar zeige, „der jeden Halt verliert, der im Glauben wenigstens moralisch im Recht zu sein, ein Fiasko anrichtet, der vollkommen untragbar ist, dies auch selbst bemerkt, und sich um den Preis des eigenen Untergangs von allen Fernsehkrimifesseln befreit“. Zwar hätte „der Fall selbst etwas ausgefeilter sein dürfen“, habe aber „dank ihrer hervorragenden Schauspieler“ viel Lob eingeheimst, hieß es weiter. Diesmal sei es vor allem Wotan Wilke Möhring, der mit einer „Ausnahmeleistung“ glänze: „Von Anfang bis Ende kommt sein Spiel einem Drahtseilakt gleich, immer nur auf den nächsten Schritt konzentriert, der tatsächlich der letzte sein könnte. Wann hat man so etwas zuletzt einem Fernsehdetektiv abgenommen?“